# João Leite da Silva Ortiz
João Leite da Silva Ortiz foi um bandeirante paulista e corredor da África, fundou o arraial do Curral del Rei, do qual originou-se Belo Horizonte, capital de Minas Gerais. Guarda-mor das Minas de Goiás. Era filho Estevão Raposo Bocarro com Maria de Abreu Pedroso Leme e irmão do também célebre Bartolomeu Pais de Abreu.
Silva Leme descreve sua família no volume II página 470 (título Lemes) da sua Genealogia Paulistana
Casou com Isabel Bueno da Silva, filha de Bartolomeu Bueno da Silva, o moço, nascido em 1670, descobridor das minas de Goiás, e de sua mulher Joana de Gusmão, filha de Baltasar de Godói Moreira e de Violante de Gusmão.
Acompanhou o sogro nas minas, como sócio e futuro sucessor. Descobertas as minas, instalou-se com fazenda no lugar a que deu o nome Cercado, fundando um arraial que denominou Curral D'El-Rei, numa sesmaria que lhe foi concedida em 1711 por Antônio Coelho de Carvalho. Ali viveu e enriqueceu.
Em 1725, sendo então João Leite delas guarda-mor, houve movida perseguição do novo governador Anôtnio da Silva Caldeira Pimentel a Leite e seu irmão o capitão Bartolomeu Pais, para nulificar os privilégios e mercês que de direito e por contrato tinham.
Resolveu João partir para Portugal, expôr pessoalmente ao Rei seus direitos e fazê-lo ciente dos desmandos do novo governador e do descaminho dos reais quintos por parte de seu cúmplice Sebastião Fernandes do Rego.
Partiu para alcançar a frota na Bahia, mas já tinha saído; embarcou para Pernambuco, com aplausos de todas as pessoas gradas, mas o ódio do governador o acompanhou e morreu envenenado em 1730 pelo padre Matias Pinto, que dele se fizera muito amigo e o acompanhava desde São Paulo, mas que não passava de um agente do governador Caldeira Pimentel.
Eram seus cunhados o coronel Bartolomeu Bueno da Silva, morto em 1776; Joana de Gusmão, casada com o capitão Inácio Dias Pais; Baltazar de Godoi Bueno de Gusmão, guarda-mor das minas de Vilas Boas; Rosa Bueno de Gusmão, casada com Bento Pais de Oliveira; Francisco Bueno da Silva; Leonor Bueno da Silva, casada com Domingos Rodrigues do Prado; Escolástica de Gusmão, que em 1726 na Parnaiba casou com Luis Pedroso Furquim, filho do famoso Capitão Antônio Furquim da Luz.